# Persistence of Time
Persistence of Time —en español: Persistencia del tiempo— es el quinto álbum de estudio de la banda estadounidense de thrash metal Anthrax. El álbum salió a la venta el 21 de agosto de 1990 a través de Megaforce Worldwide/Island Records. Este es el último trabajo grabado por la agrupación clásica conformada por Scott Ian, Dan Spitz, Frank Bello, Charlie Benante y Joey Belladonna.

## Lista de canciones
- Todas las canciones compuestas por Anthrax, excepto las indicadas.

1. "Time" – 6:55
2. "Blood" – 7:13
3. "Keep It in the Family" – 7:08
4. "In My World" – 6:25
5. "Gridlock" – 5:17
6. "Intro to Reality" – 3:23
7. "Belly of the Beast" – 4:47
8. "Got the Time" (Joe Jackson) – 2:44
9. "H8 Red" – 5:04
10. "One Man Stands" – 5:38
11. "Discharge" – 4:12

### Canciones adicionales (Japón)
1. "Protest and Survive" (Garry Maloney, Tony "Bones" Roberts, Roy "Rainy" Wainwright, Kelvin "Cal" Morris) – 2:22
  - Discharge cover

## Sencillos
- «In My World»
- «Got the Time»

## Créditos
- Joey Belladonna – voz
- Scott Ian – guitarra rítmica, guitarra líder en "Got the Time", guitarra en "Intro to Reality", voz en "Protest and Survive"
- Dan Spitz – guitarra líder
- Frank Bello – bajo
- Charlie Benante – batería, guitarra en "Intro to Reality".
- Anthrax – productor
- Mark Dodson – Productor, ingeniero
- Steve Thompson – mezclador
- Michael Barbiero – Mezclador, Ingeniero
- Rick Downey – iluminación, management
- George Geranios – sonidos
- Greg Goldman – asistente de ingeniero
- Bob Ludwig – masterizador
- Jon Zazula – productor ejecutivo, management
- Ed Korengo – asistente de ingeniero
- Marsha Zazula – productor ejecutivo, management
- Brian Schueble – asistente de ingeniero
- Don Brautigam – Dirección artística
- Waring Abbott – fotógrafo
- Paul Crook – técnico guitarra líder
- Bill Pulaski – banda
- Mike Tempesta – técnico guitarra rítmica
- Marie Bryant – Asistente de ingeniero
- Art Ring – management
- Troy Boyer – técnico Bajo
- Maria Ferrero – management
- Walter Gemenhardt –técnico batería
- Pistas básicas grabadas en A & M Studios y Conway Studios, Hollywood, Estados Unidos.
- Regrabación en los Soundtrack Studios, Nueva York, Estados Unidos.
- Mezcla de Electric Lady Studios, Nueva York, Estados Unidos.
- Masterizado en Masterdisk, Nueva York, Estados Unidos.